# Vermiliopsis longiseta
Vermiliopsis longiseta är en ringmaskart som först beskrevs av Bush 1910.  Vermiliopsis longiseta ingår i släktet Vermiliopsis och familjen Serpulidae. Inga underarter finns listade i Catalogue of Life.